# استپی ریش‌دار
استپی ریش‌دار (نام علمی: Stipa barbata) نام یک گونه از تیره گندمیان است.